# تپه بان ارجنی ۱۱۱
تپه بان ارجنی ۱۱۱ مربوط به سده‌های اولیه دوران‌های تاریخی پس از اسلام است و در شهرستان ایلام، بخش مرکزی، دهستان میش خاص، روستای داروند واقع شده و این اثر در تاریخ ۲۶ اسفند ۱۳۸۷ با شمارهٔ ثبت ۲۶۰۲۵ به‌عنوان یکی از آثار ملی ایران به ثبت رسیده است.